# Harlem-148th Street
Harlem-148th Street è una stazione della metropolitana di New York, capolinea nord della linea IRT Lenox Avenue. Nel 2019 è stata utilizzata da 1 120 454 passeggeri. È servita dalla linea 3, attiva 24 ore su 24.

## Storia
La stazione fu aperta il 13 maggio 1968.

## Strutture e impianti
Si tratta di una stazione di superficie con due binari e una banchina ad isola. All'estremità ovest della banchina si trova un fabbricato viaggiatori, dove sono posizionati i tornelli, che affaccia su Adam Clayton Powell Jr. Boulevard nei pressi dell'incrocio con 149th Street.

## Interscambi
La stazione è servita da alcune autolinee gestite da NYCT Bus.
- Fermata autobus